# Simfonia nr. 3 (Mahler)
Simfonia nr. 3 în re minor de Gustav Mahler a fost scrisă în schiță începând cu 1893, compusă în primul rând în 1895, și a luat forma finală în 1896. Constând din șase mișcări, este cea mai lungă compoziție a lui Mahler și este cea mai lungă simfonie din repertoriul standard, cu o interpretare tipică care durează între 95 și 110 de minute. A fost votată una dintre cele mai mari zece simfonii din toate timpurile într-un sondaj al dirijorilor realizat de BBC Music Magazine.

## Structură
În forma sa finală, lucrarea are șase mișcări, grupate în două părți: 
1. Kräftig. Entschieden (Puternic și decisiv) Re minor până în Fa major
2. Tempo di Menuetto Sehr mässig (În tempoul unui menuet, foarte moderat) La major
3. Comodo (Scherzando) Ohne Hast (Confortabil (Scherzo), fără grabă) Do minor până în Do major
4. Sehr langsam—Misterioso (Foarte încet, în mod misterios) Re major
5. Lustig im Tempo und keck im Ausdruck (Vesel în tempo și obraznic în expresie) Fa major
6. Langsam—Ruhevoll—Empfunden (Încet, liniștit, simțit profund) Re major

Prima mișcare singură, cu o durată normală de puțin mai mult de treizeci de minute, uneori patruzeci, formează partea întâi a simfoniei. Partea a doua constă din celelalte cinci mișcări și are o durată de aproximativ șaizeci până la șaptezeci de minute. 
Ca și în cazul fiecăreia dintre primele sale patru simfonii, Mahler a oferit inițial un fel de program pentru a explica narațiunea piesei. El nu a dezvăluit publicului structura și conținutul. Dar, în momente diferite, a împărtășit versiuni în evoluție ale unui program pentru simfonia a treia cu diverși prieteni, printre care: Max Marschalk, critic muzical; violista Natalie Bauer-Lechner, o prietenă apropiată și confidentă; și Anna von Mildenburg, soprana dramatică și iubita lui Mahler în vara lui 1896, când finaliza simfonia. Bauer-Lechner a scris în jurnalul ei privat că Mahler a spus: „Nu vă puteți imagina cum va suna!”
În forma sa cea mai simplă, programul constă dintr-un titlu pentru fiecare dintre cele șase mișcări: 
1. „Pan se trezește, vara se apropie”
2. „Ce îmi spun florile din luncă”
3. „Ce îmi spun animalele din pădure”
4. „Ce îmi spune omul”
5. „Ce îmi spun îngerii”
6. „Ce îmi spune dragostea”

Mahler, totuși, a elaborat pe această schemă de bază în diverse scrisori. Într-o scrisoare din 1896 către Max Marschalk, el a numit întregul „Visul unei veri la miezul zilei”, iar în partea întâi, a distins două secțiuni, „Introducere: Pan se trezește” și „I. Marșuri de vară în (procesiune bacchică)”. Într-o scrisoare din iunie 1896 către Anna von Mildenburg, Mahler a reafirmat că a conceput prima mișcare în două secțiuni: I. Ce îmi spun munții pietroși; II. Vara intră în marș. Într-o altă scrisoare către Mildenburg din vara anului 1896, el spunea că „Pan” i se părea cel mai bun titlu general (Gesamttitel) pentru simfonie, subliniind că este intrigat de cele două semnificații ale lui Pan, un zeu grecesc și un cuvânt grecesc care înseamnă „toate”.
Toate aceste titluri au fost abandonate înainte de publicare în 1898.
Mahler și-a imaginat inițial o a șaptea mișcare, „Viața cerească” (alternativ, „Ceea ce îmi spune copilul”), dar în cele din urmă a renunțat la aceasta, folosind-o în schimb ca ultima mișcare a Simfoniei nr. 4. Într-adevăr, mai multe motive muzicale preluate din „Viața cerească” apar în a cincea mișcare (corală) a Simfoniei a III-a.
Simfonia, în special datorită numărului mare de mișcări și a diferențelor lor marcante de caracter și construcție, este o lucrare unică. Mișcarea de deschidere, colosală în concepția sa (la fel ca simfonia însăși), ia aproximativ forma unei sonate, în măsura în care există o prezentare alternativă a două grupuri tematice; cu toate acestea, temele sunt variate și dezvoltate cu fiecare prezentare, iar logica armonică tipică a mișcării formei sonatei - în special declarația tonică a materialului din grupul de teme al doilea din recapitulare - este schimbată. Simfonia începe cu o temă modificată, enunțată de un cor de 8 corni francezi, din a patra mișcare a primei simfonii a lui Brahms cu același ritm, dar multe dintre note sunt modificate.